# Карпинето Синело
Карпинето Синело (итал. Carpineto Sinello) је насеље у Италији у округу Кјети, региону Абруцо.
Према процени из 2011. у насељу је живело 526 становника. Насеље се налази на надморској висини од 379 м.

## Становништво
Према резултатима пописа становништва 2011. у општини је живело 666 становника.
| 1931. | 1936. | 1951. | 1961. | 1971. | 1981. | 1991. | 2001. | 2011. |
| ----- | ----- | ----- | ----- | ----- | ----- | ----- | ----- | ----- |
| 1.505 | 1.597 | 1.638 | 1.320 | 979   | 930   | 818   | 746   | 666   |